# Tortyra
Tortyra is een geslacht van vlinders van de familie glittermotten (Choreutidae), uit de onderfamilie Choreutinae.

## Soorten
- T. aenescens Dognin, 1905
- T. argentifascia Walsingham, 1914
- T. auriferalis Walker, 1863
- T. biferana Walker, 1863
- T. bigerana Walker, 1863
- T. canofusana Walker, 1863
- T. cantharodes Meyrick, 1922
- T. caracasiae Amsel, 1957
- T. centrifuga Meyrick, 1910
- T. contrariana Walker, 1863
- T. cuprinella Busck, 1914
- T. chalcobathra Meyrick, 1922
- T. chalcodes Walsingham, 1914
- T. chorica Meyrick, 1926
- T. diva (Riley, 1889)
- T. falissima Dognin, 1910
- T. ferratella Busck, 1914
- T. fulgens (Felder & Rogenhofer, 1875)
- T. heliaspis Meyrick, 1926
- T. hyalozona Meyrick, 1912
- T. iocyaneus Heppner
- T. malacozona Meyrick, 1922

- T. meratella (Busck, 1914)
- T. orphnophanes Meyrick, 1932
- T. palaeocosma Meyrick, 1926
- T. rhodochlaena Meyrick, 1930
- T. rimulalis Zeller, 1875
- T. slossonia Fernald, 1900
- T. spectabilis Walker, 1863
- T. sporodelta Meyrick, 1922
- T. velatana Walker, 1863
- T. violacea Felder, 1875
- T. vividis Busck, 1934